# Kraanplein (Brugge)
Het Kraanplein is een plein in Brugge.

## Beschrijving

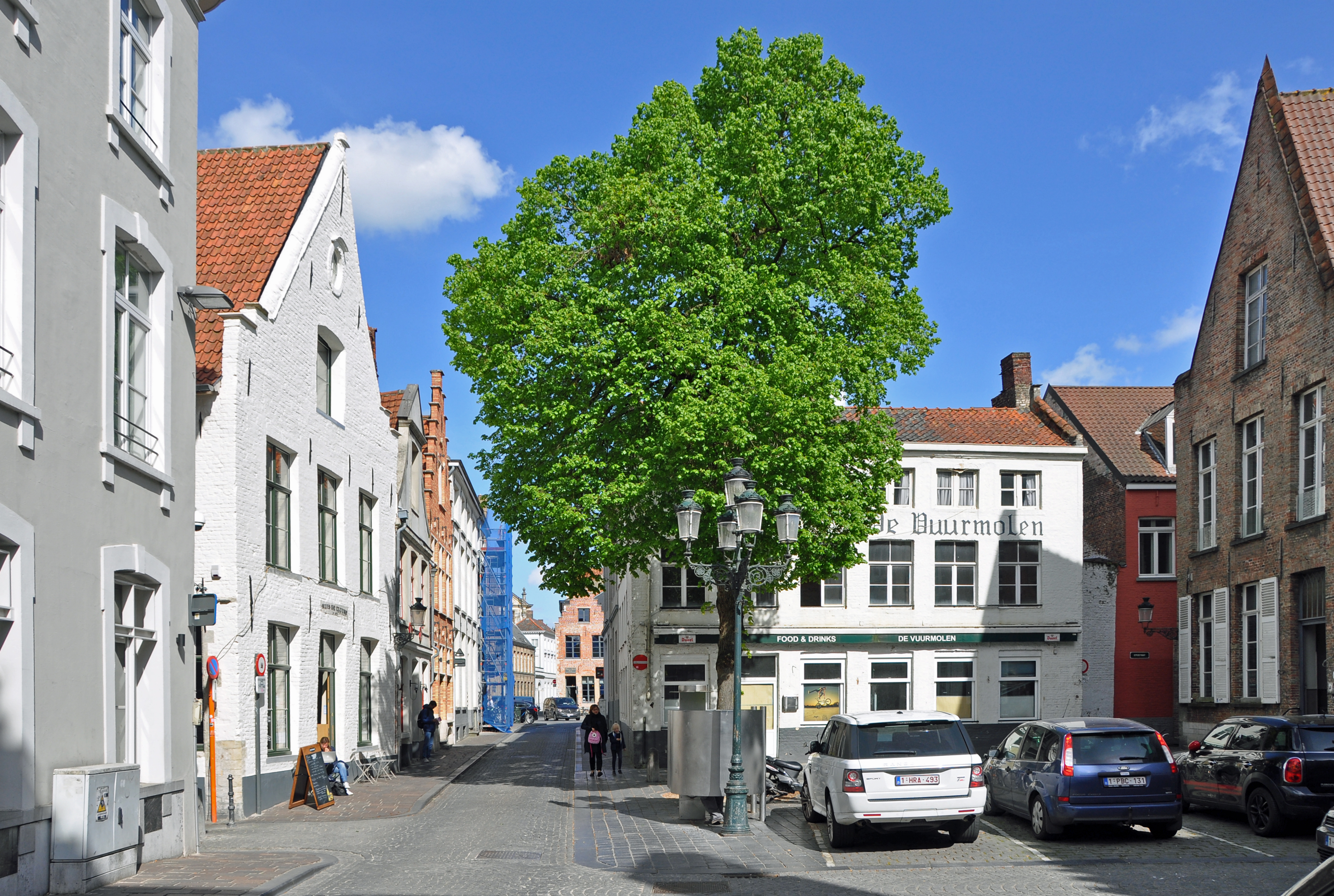
Kraanplein

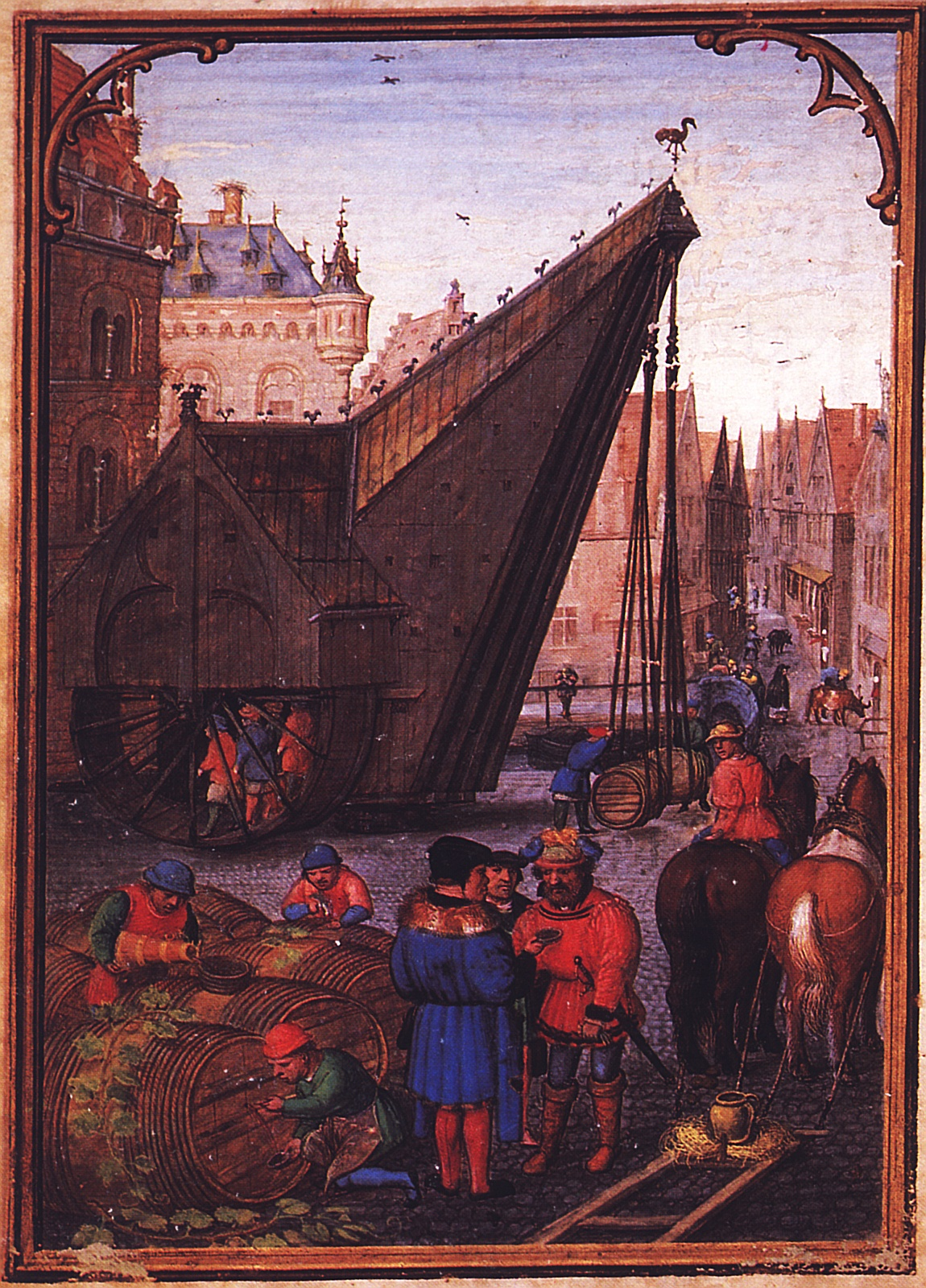
Simon Benings werk met de grote stadskraan in Brugge rond 1525

Al van vóór 1292 stond op deze plek een kraan voor het laden en lossen van schepen. Men is over deze kraan goed gedocumenteerd omdat zowel Hans Memling als Pieter Pourbus, evenals een paar onbekende meesters, het ingenieuze toestel op hun schilderijen afbeeldden. Ook op de plattegrond van de stad door Marcus Gerards is de kraan te zien. Een kenmerkende afbeelding is die van Simon Bening, op een miniatuur die zich in de Beierse Staatsbibliotheek in München bevindt. Bening woonde in de Vlamingstraat, op enkele tientallen meter van het plein met de kraan.
Het deel van de Reie dat stadinwaarts liep van de Spiegelrei en de verdwenen Sint-Jans- of Nieuwjaarbrug (nu Jan van Eyckplein) naar de Markt, werd de Kraanrei genoemd, en ter hoogte van het Kraanplein werd de Kraanbrug gebouwd. In latere eeuwen werd de Kraanrei overwelfd en werd de straat die er ontstond ook Kraanrei genoemd.
Van eeuwen ver werd het kleine plein Kraneplaats genoemd, hetgeen nog steeds de gebruikte benaming is. Om sommige taalpuristen voldoening te geven werd in 1972 'plaats' in 'plein' gewijzigd.
Het Kraanplein loopt van de Vlamingstraat via een eerste deel van de Sint-Jansstraat naar het Sint-Jansplein.

## Negentiende en twintigste eeuw
In de negentiende eeuw en tot na de Tweede Wereldoorlog werd op het Kraanplein een wekelijkse markt voor pluimvee gehouden. In de volksmond heette het plein dan ook de Kiekenmarkt.
In een herenhuis op het plein werd door de van oorsprong Amsterdamse onderwijzer Jan Brans begin negentiende eeuw een lagere school gehouden, waar onder meer Guido Gezelle les volgde.
In Sint-Jansstraat 2 (eigenlijk Kraanplein 2) woonde gedurende verschillende decennia de notabele familie Van de Walle. Dit herenhuis was gedurende de tweede helft van de twintigste eeuw in gebruik als Defensiehuis.
In de jaren 1960 tot 1995 was het Kraanplein bekend vanwege de daar gevestigde succesvolle theater- en tentoonstellingsruimte Korrekelder.
In de jaren 1980-2015 oefende het café De Vuurmolen op het Kraanplein een grote aantrekkingskracht uit op de jongere, maar ook minder jonge generaties van nachtbrakers. Voorts bevonden er zich nog enkele jongerencafeetjes alsook een fuifkelder in een door de stad Brugge aangekocht herenhuis.
In de jaren 2015-2017 werd een belangrijke restauratie uitgevoerd aan het huis Kraanplaats 4, genaamd De Cluuse, dat een geschiedenis heeft die opklimt tot in 1270.